# Districte del Gros-de-Vaud

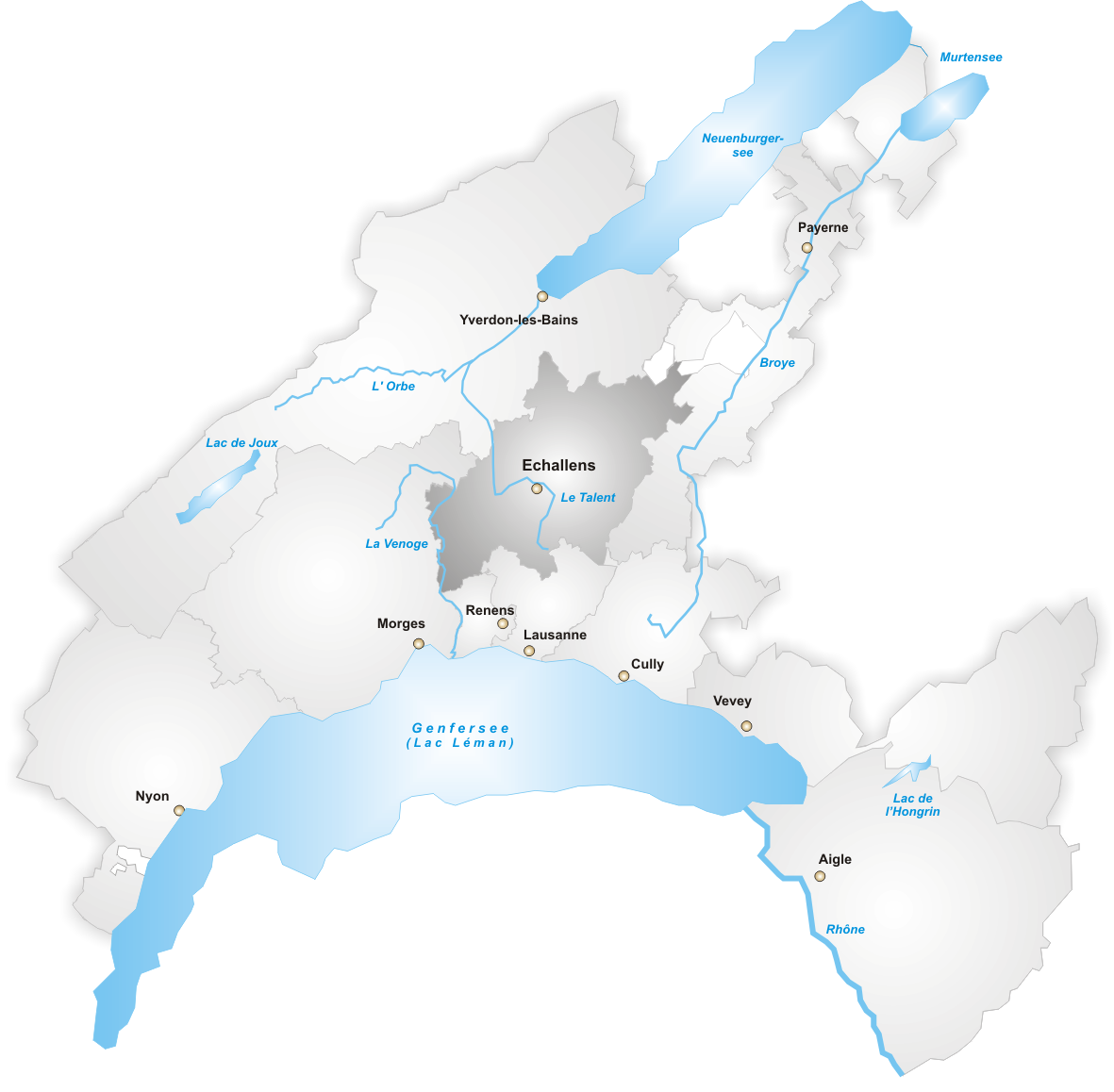
El districte del Gros-de-Vaud

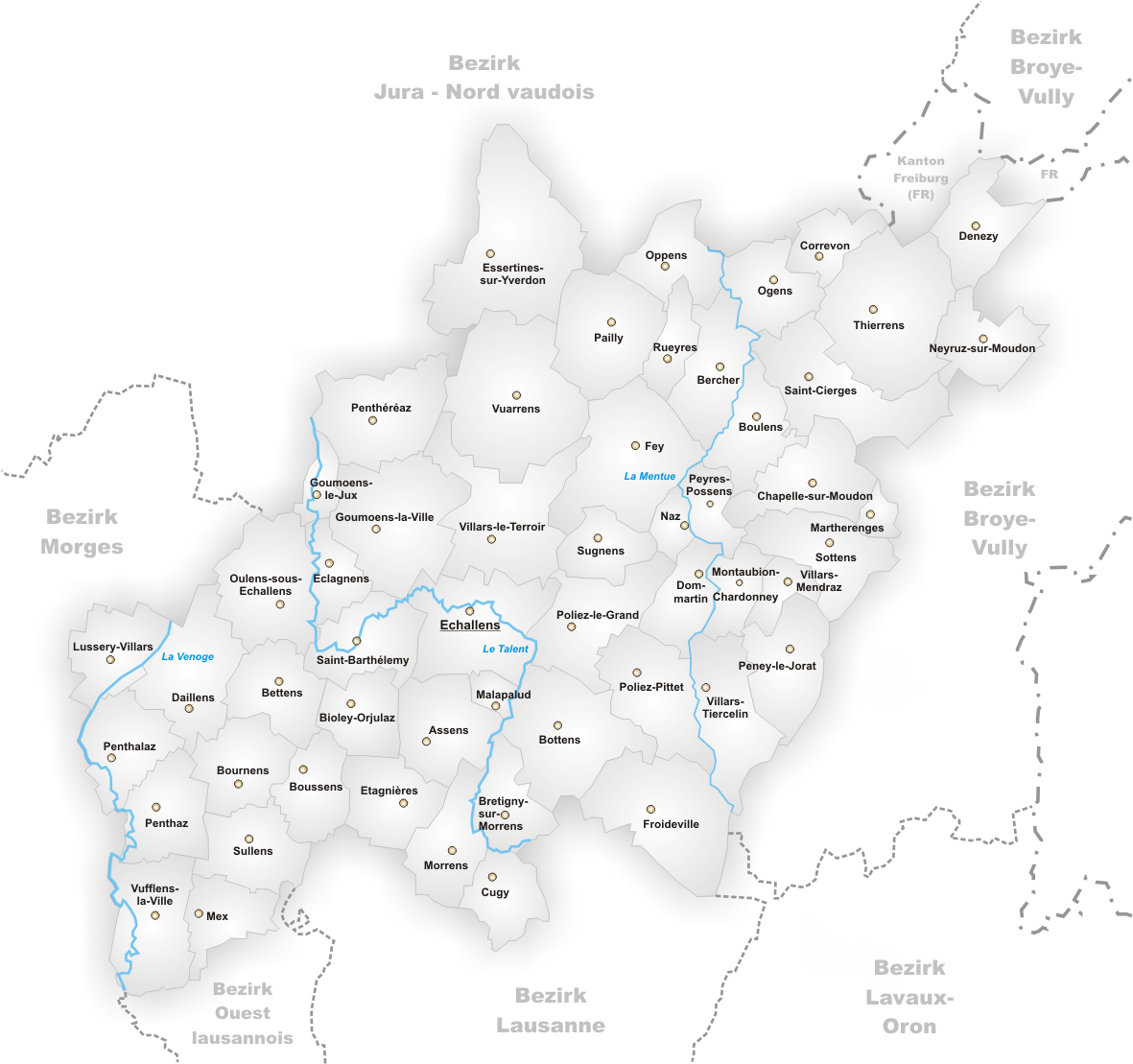
Municipis del Districte del Gros-de-Vaud

El Districte del Gros-de-Vaud és un dels deu districtes actuals del cantó suís de Vaud. Té 33677 habitants (cens del 2005) i 230,83 km². Aquest districte va aparèixer en la reforma de 2008 a partir de tots els municipis de l'antic districte d'Echallens, a més dels municipis de Bettens, Bournens, Boussens, Daillens, Lussery-Villars, Mex, Penthalaz, Penthaz, Sullens, Vufflens-la-Ville de l'antic districte de Cossonay, de Boulens, Chapelle-sur-Moudon, Correvon, Denezy, Martherenges, Montaubion-Chardonney, Neyruz-sur-Moudon, Ogens, Peyres-Possens, Saint-Cierges, Sottens, Thierrens et Villars-Mendraz de l'antic districte de Moudon, Peney-le-Jorat de l'antic districte d'Oron i d'Oppens de l'antic districte d'Yverdon.

## Municipis
- Assens
- Bercher
- Bettens
- Bioley-Orjulaz
- Bottens
- Boulens
- Bournens
- Boussens
- Bretigny-sur-Morrens
- Chapelle-sur-Moudon
- Correvon
- Cugy
- Daillens
- Denezy
- Dommartin
- Echallens
- Eclagnens
- Essertines-sur-Yverdon
- Etagnières
- Fey
- Froideville
- Goumoens-la-Ville
- Goumoens-le-Jux
- Lussery-Villars
- Martherenges
- Mex
- Montaubion-Chardonney
- Morrens
- Naz
- Neyruz-sur-Moudon
- Ogens
- Oppens
- Oulens-sous-Echallens
- Pailly
- Peney-le-Jorat
- Penthalaz
- Penthaz
- Penthéréaz
- Peyres-Possens
- Poliez-le-Grand
- Poliez-Pittet
- Rueyres
- Saint-Barthélemy
- Saint-Cierges
- Sottens
- Sugnens
- Sullens
- Thierrens
- Villars-le-Terroir
- Villars-Mendraz
- Villars-Tiercelin
- Vuarrens
- Vufflens-la-Ville